# Explosión Black Tom

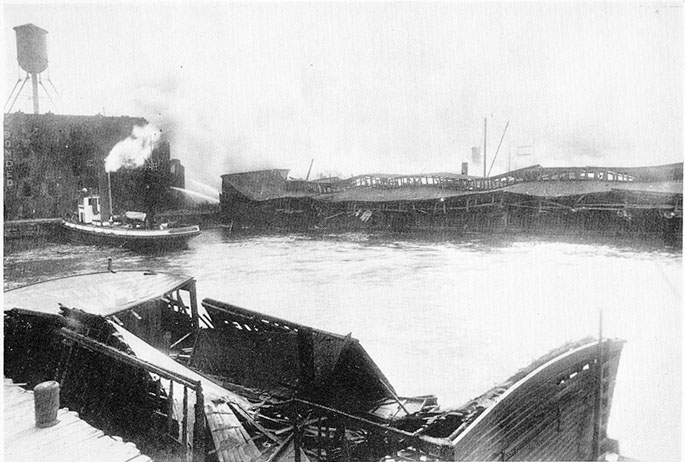
El muelle de Black Tom al poco de la explosión.

La explosión Black Tom del 30 de julio de 1916 en Jersey City (Nueva Jersey), fue un acto de sabotaje cometido por agentes alemanes contra suministros y municiones reunidos por los aliados durante la Primera Guerra Mundial. Este incidente, que ocurrió antes de la entrada formal de Estados Unidos en la guerra, también es notable por causar daños a la Estatua de la Libertad.

## La isla Black Tom antes de la explosión

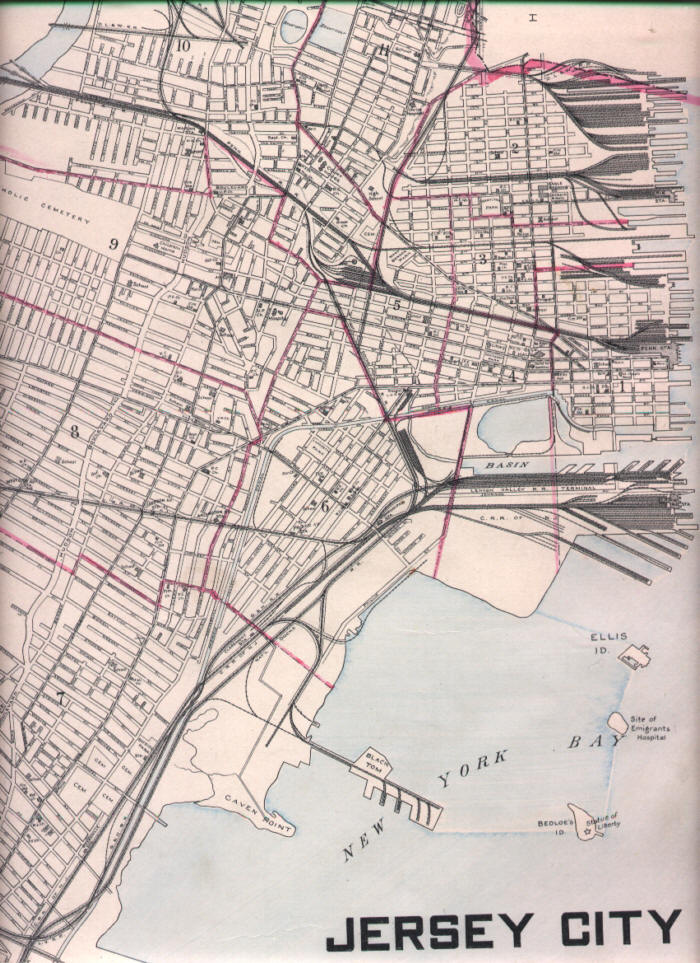
La isla Black Tom, unida a tierra firme.

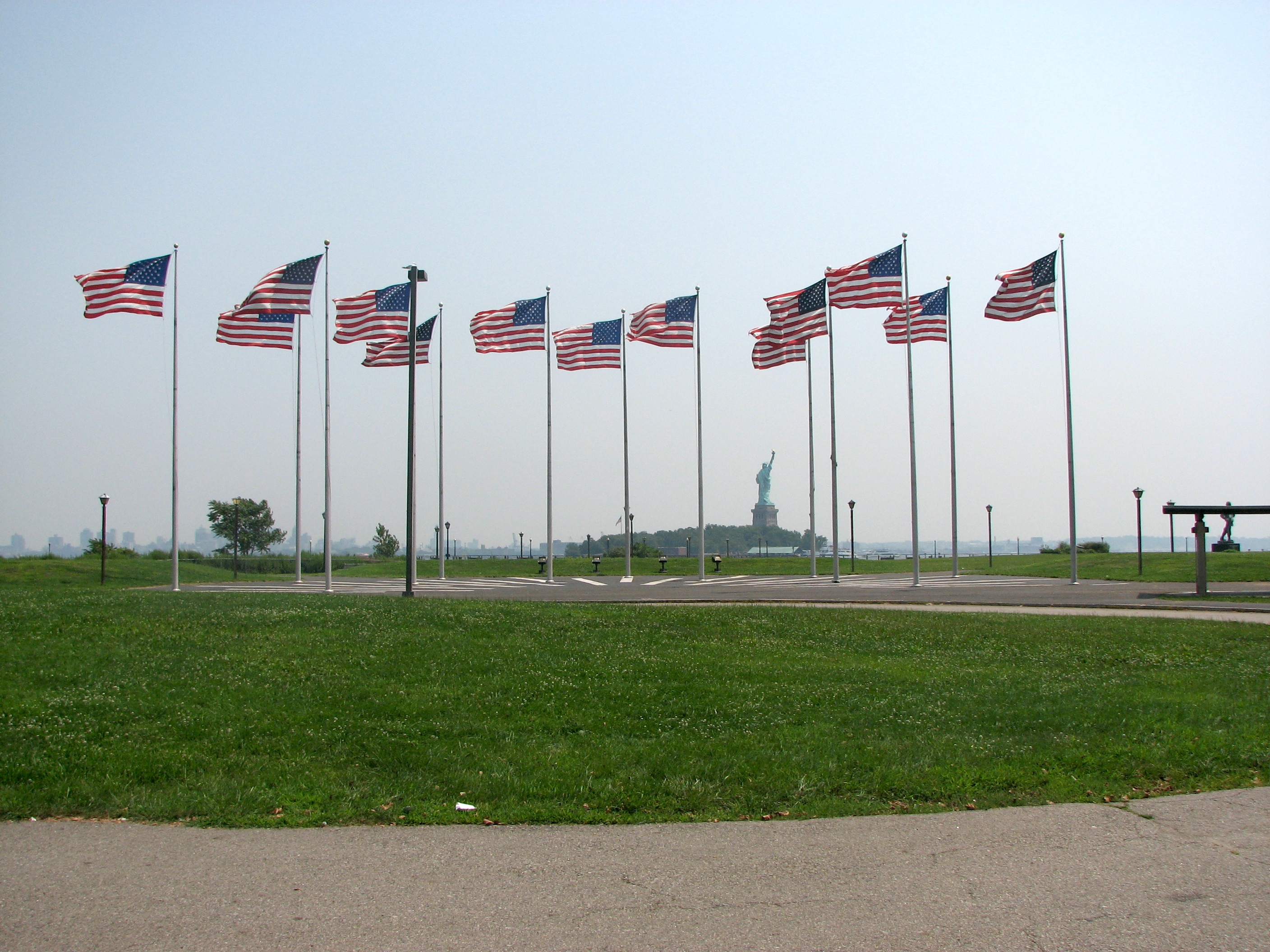
Vista de la Estatua de la Libertad desde el lugar de la explosión.

Con "Black Tom" se aludía originariamente a una isla situada en la bahía de Nueva York situada en las inmediaciones de la Isla de la Libertad. Tradicionalmente se decía que su nombre le venía de un legendario negro llamado Tom que se había asentado en ella. Hacia 1880, se habían construido una vía ferroviaria y un paso elevado que enlazaban la isla con la tierra firme, y que la habilitaban para su uso como embarcadero de carga. En algún momento entre 1905 y 1916, la compañía Lehigh Valley Railroad Inc., que explotaba el uso comercial de las vías, incrementó la superficie de la misma con diques, resultando así la anexión de toda el área en las afueras de la creciente Jersey City. En ese sector se extendía un muelle de una milla de longitud (poco más de 1,5 km) en el que se habían levantado los almacenes y depósitos de la National Dock & Storage Company.
Era uno de los más importantes almacenes de material explosivo del Noreste de Estados Unidos. Hasta el bloqueo aliado de 1915, destinado a evitar el comercio con las Potencias Centrales, la industria estadounidense había sido libre de comerciar su producción con cualquier país del mundo, comercio que desde ese momento quedó restringido a los aliados. Se informa que la noche en que se produjo el ataque, decenas de vagones estaban almacenando casi 1000 toneladas de munición en el arsenal del muelle, junto a más de 45 toneladas de TNT, para ser posteriormente enviadas a Inglaterra y Francia. Obviamente, resultaba un objetivo tentador. El futuro alcalde de Jersey City, Frank Hague, que era entonces supervisor de seguridad pública, informó que según le habían dicho, la barcaza transportando este material había sido "amarrada a Black Tom para evitar pagar 25.000 dólares en concepto de remolque", que representarían unos 470.000 dólares actuales.

## La explosión
Después de la medianoche, se hallaron pequeñas fogatas alrededor del muelle. Algunos guardias huyeron inmediatamente, temerosos de una explosión, otros se quedaron a combatir el fuego. En algún momento decidieron llamar al Departamento de Bomberos de Jersey City.
A las 2:08 a. m. se provocó la primera y mayor de las explosiones. Fragmentos despedidos por el violento estallido fueron proyectados a gran distancia, algunos impactaron en la Estatua de la Libertad, y otros llegaron hasta el campanario del Jersey Journal, situado a unos dos kilómetros de distancia, impactando sobre Journal Square y deteniendo el reloj del edificio a las 2:12 a. m. La explosión causó un temblor equivalente a un terremoto de potencia 5-5,5 en la escala de Richter y se dejó notar hasta en Filadelfia. Las ventanas se rompieron en un radio de 40 kilómetros a la redonda, incluyendo miles de cristales que saltaron en pedazos en el cercano Lower Manhattan. Las ventanas de Times Square quedaron completamente destrozadas, la puerta del ayuntamiento se agrietó y gente que vivía en Maryland se despertó al momento, pensando que se trataba de un terremoto.

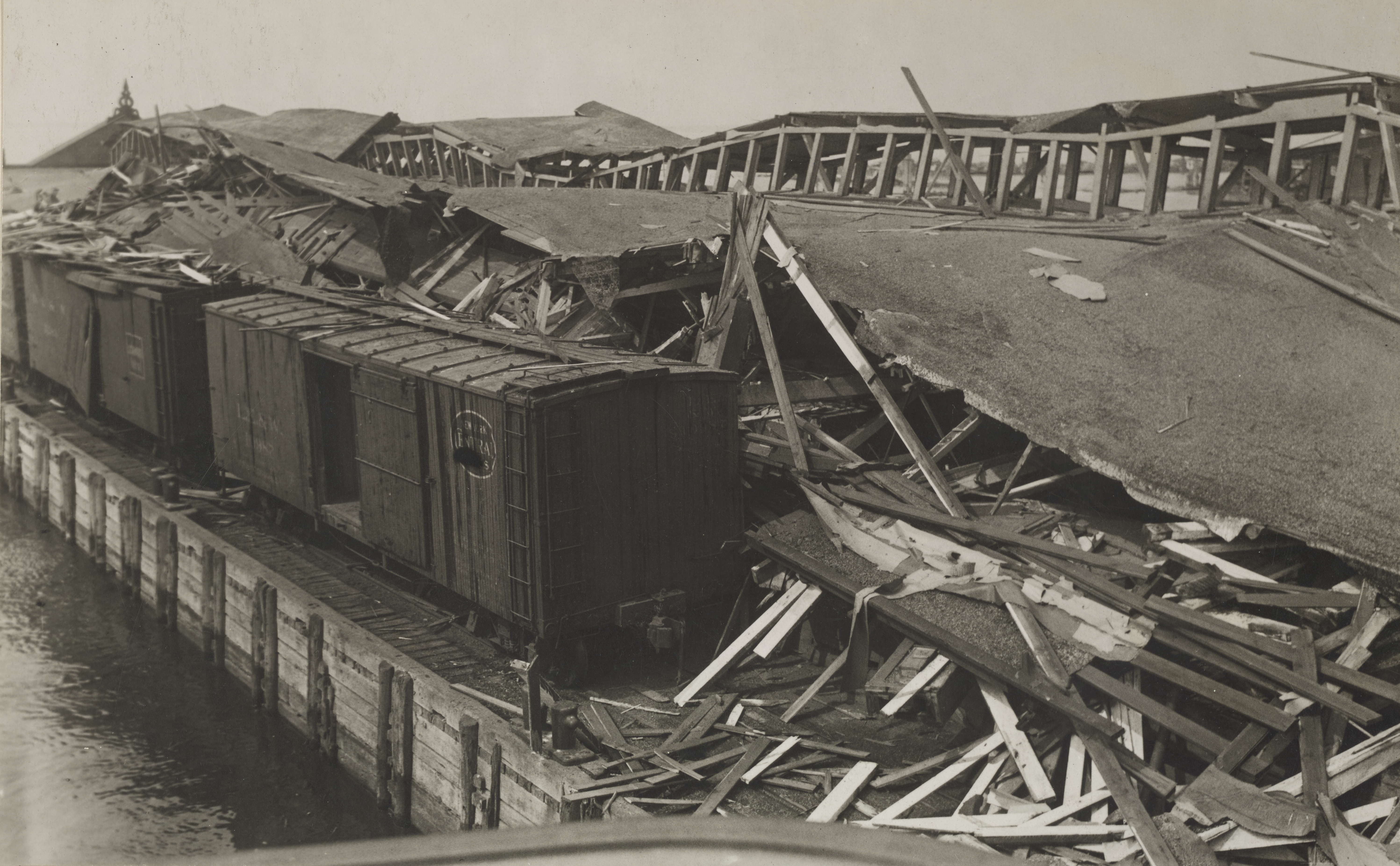
Vista del muelle de Lehigh Valley tras la explosión.

Los daños a la propiedad se estimaron en unos 20 millones de dólares (377 millones actuales). Los desperfectos causados a la Estatua de la Libertad, alrededor de 100 mil dólares (2 millones actuales), quedando especialmente afectadas la falda y la antorcha; el brazo quedó cerrado a los visitantes desde entonces.
Los inmigrantes, cuya entrada se tramitaba en la cercana Isla Ellis tuvieron que ser evacuados a Manhattan. Los informes varían, pero hasta siete personas podrían haber muerto a consecuencia de la explosión, incluyendo entre ellas a un policía de Jersey, el jefe de la policía ferroviaria de la compañía Lehigh Valley, un bebé de diez semanas, y el capitán de la barcaza. Hubo cientos de heridos, y se sucedieron durante horas explosiones más discretas causadas por la primera gran deflagración.

## Valoración
Dos de los guardias que habían encendido pequeñas hogueras fueron inmediatamente detenidos. Pronto resultó evidente que la explosión no había sido accidental. Las pistas condujeron a un inmigrante eslovaco llamado Michael Kristoff, que había servido en el Ejército de los Estados Unidos, que admitió haber entregado cargamentos para Alemania antes de la entrada de los EE. UU. en la guerra. Según su versión, dos de los guardias eran agentes alemanes. Es probable que el sistema utilizado para causar la explosión tuviese que ver con los ingeniosos trucos inventados por el grupo de agentes que trabajaban para el embajador alemán, el Conde Johann Heinrich von Bernstorff, quizás utilizando el célebre "lápiz bomba" que había diseñado el Capitán Franz von Rintelen.
Aunque se culpó exclusivamente a estos agentes alemanes, investigaciones posteriores desarrolladas a partir del caso de Annie Larsen apuntan a la posibilidad de alguna relación entre una conspiración del Partido Ghadar de la India y la explosión en Black Tom. El vínculo común sería Franz von Papen, implicado en ambas investigaciones; aunque otras pesquisas más tardías realizadas por el Directorio de Inteligencia Naval encontraron posibles vinculaciones con otros movimientos, como el irlandés, el movimiento indio o elementos comunistas.
La compañía Lehigh Valley reclamó parte de las reclamaciones de guerra exigidas a Alemania tras el Tratado de Versalles, y de nuevo en el Tratado de Paz entre Estados Unidos y Alemania de 1921. Una comisión designada al efecto declaró en 1939 que el Imperio Alemán "había sido responsable de ordenar daños". Ambas partes acordaron una indemnización de 50 millones de dólares en 1953, aunque el pago final no se realizó hasta 1979.

## Black Tom hoy en día

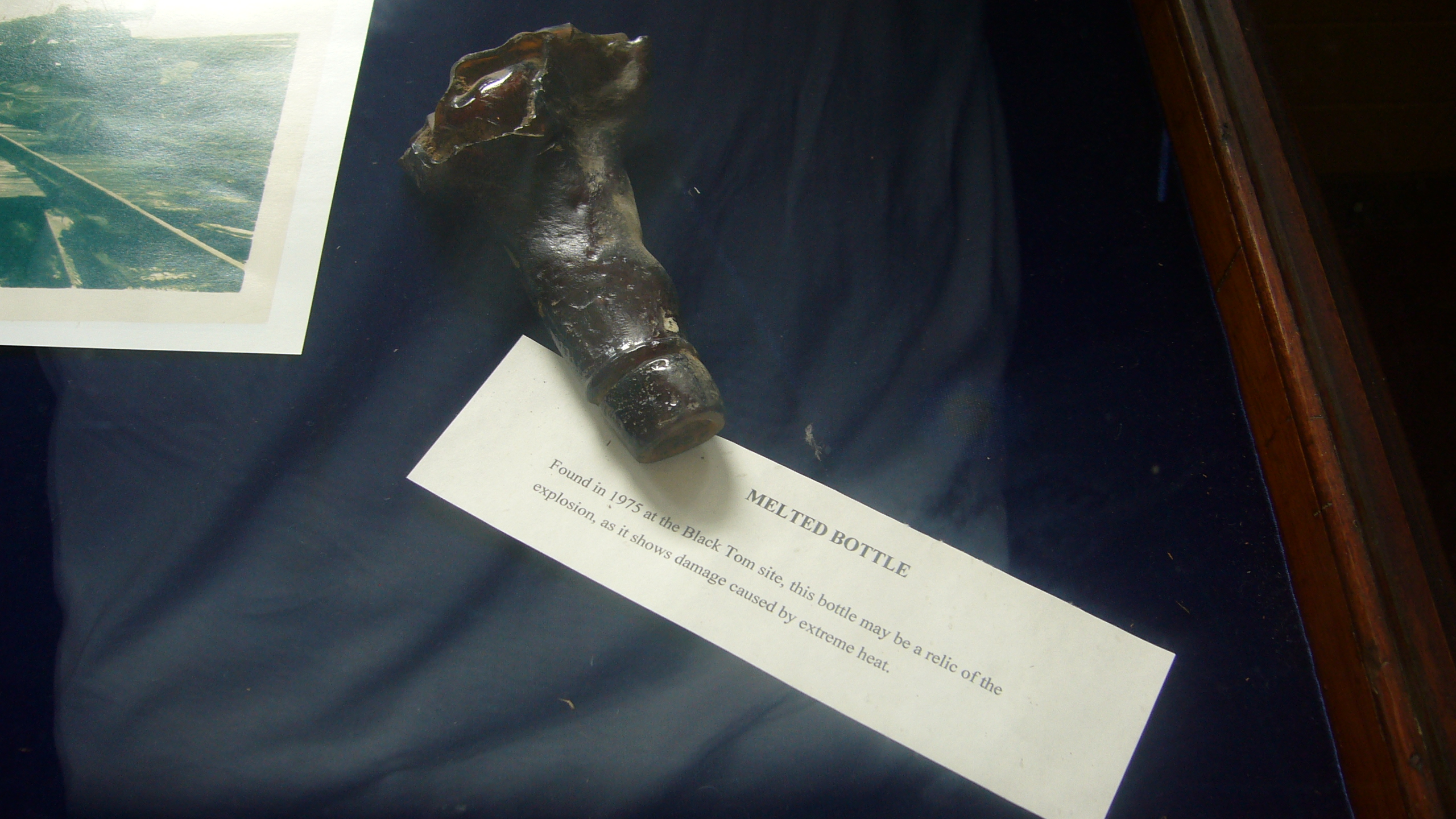
Botella fundida por efecto de la explosión.

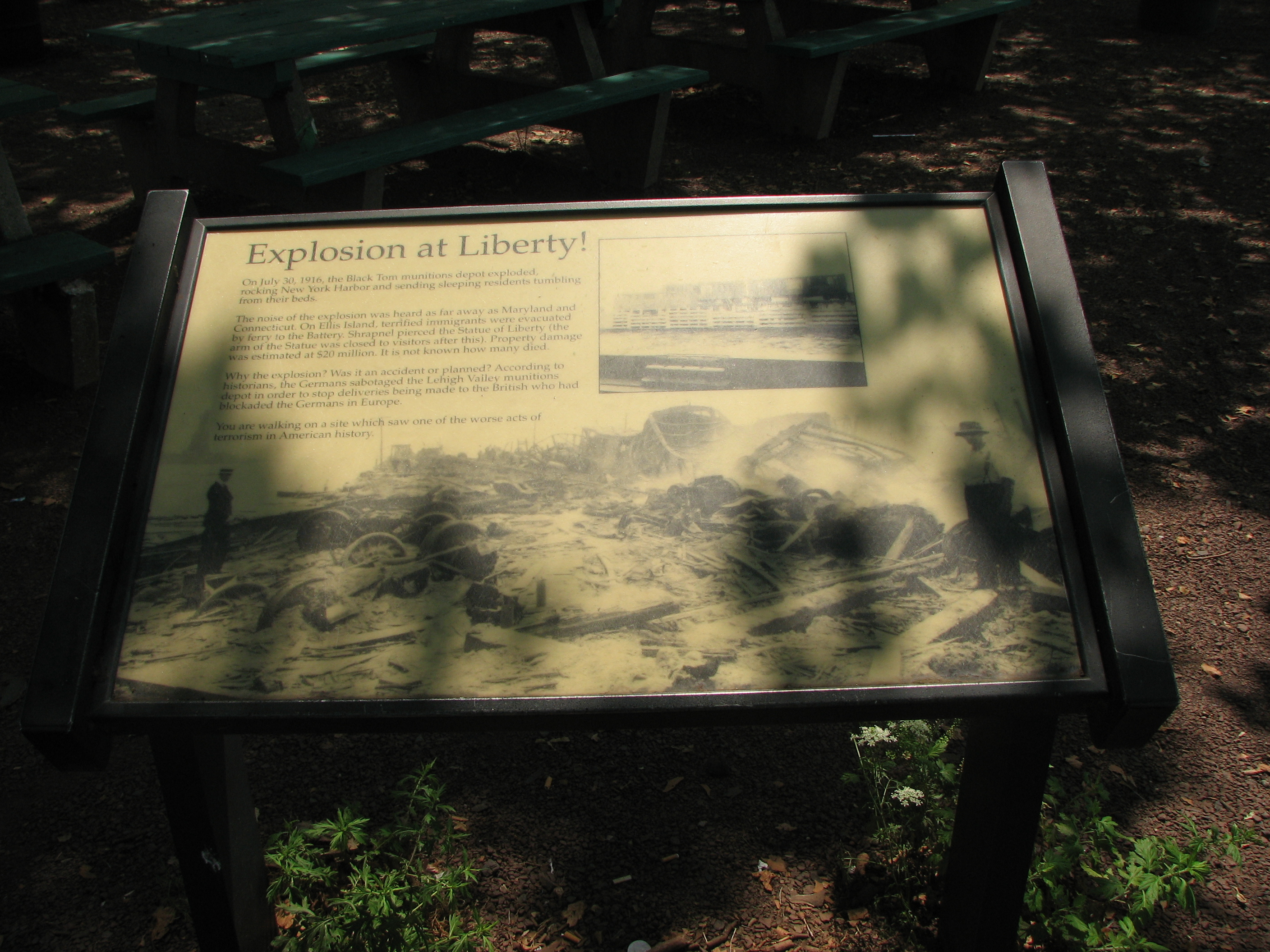
Detalle de la placa conmemorativa.

La isla de Black Tom se puede visitar en la actualidad en al ruta turística del Parque del Estado de la Libertad. El parque lo forman antiguas áreas industriales y ferrocarriles que se extienden sobre el agua hasta el Parque de la isla de la Libertad, convirtiéndolo así en tierra firme. La antigua isla de Black Tom está en un área al final de Morris Pesin Drive, en los límites del parque. Una placa marca el lugar exacto de la explosión, con el siguiente texto conmemorativo:

¡Explosión en la Libertad!

El 30 de julio de 1916 el polvorín de Black Tom explotó, haciendo saltar la Bahía de Nueva York y sacudiendo a los habitantes de sus camas.
El ruido de la explosión llegó hasta tan lejos como Maryland y Connecticut. En la Isla de Ellis hubo que evacuar a los aterrorizados inmigrantes a bordo de un ferry hasta la Batería. La metralla atravesó a la Estatua de la Libertad (el brazo de la estatua quedó cerrado a las visitas desde entonces). Se estima un daño a la propiedad de cerca de 20 millones de dólares. No se sabe cuántos murieron.
¿Porqué hubo esa explosión? ¿Fue un accidente o un plan? Según los historiadores, los alemanes sabotearon el polvorín de la Lehigh Valley para detener los envíos hacia Inglaterra, que había bloqueado a los alemanes en Europa.
Camina usted sobre un lugar que ha visto uno de los peores actos de terrorismo de toda la historia de Estados Unidos.

Una vidriera en el templo católico de Nuestra Señora de Częstochowa de Polonia figura como memorial a las víctimas del ataque.

## Black Tom Explosionen la televisión
El episodio del programa History Detectives, de la PBS, emitido el 11 de agosto de 2008 plantea la posibilidad de que la explosión se produjese accidentalmente por la caída de un proyectil que aún se conserva. A pesar de la historia familiar del donante de dicho proyectil, los análisis de un experto en municiones concluyen que el mismo fue fabricado dos meses después de la explosión en Black Tom. La segunda parte del programa explica cómo en 1924 la compañía de ferrocarriles propietaria de los vagones donde se almacenaba la munición se querelló contra el gobierno alemán. La reclamación no logró nada, y la historia apenas figuró en la prensa. Algo que sí resultó significativo es que el entonces candidato a la presidencia de los EE. UU. Woodrow Wilson sabía de la conspiración que había provocado la explosión, aunque por estar comprometido políticamente con la causa pacifista optó por silenciar la verdad.